# روجر ويسليس
روجر ويسليس (بالإنجليزية: Roger Wessels)‏ هو لاعب غولف جنوب أفريقي، ولد في 4 مارس 1961 في بورت إليزابيث في جنوب أفريقيا.

## وصلات خارجية
- روجر ويسليس على موقع رابطة أوروبا للاعبي الغولف المحترفين (الإنجليزية)
- روجر ويسليس على موقع التصنيف العالمي الرسمي للغولف (الإنجليزية)